# Unione Democratica Nazionale
L'Unione Democratica Nazionale fu una lista elettorale costituita da vari partiti politici italiani di ispirazione moderata
in occasione delle elezioni per l'Assemblea Costituente del 1946. Essa raggruppava:
- il Partito Liberale Italiano (PLI), liberali conservatori;
- la Democrazia del Lavoro (DL), demo-laburisti;

e a cui aderirono altre formazioni personali come:
- Unione Nazionale per la Ricostruzione, di Francesco Saverio Nitti, centristi-liberali;
- Alleanza Democratica della Libertà, di Arturo Labriola, demo-progressisti.

La lista ottenne 1.560.638 voti, pari al 6,8%, e 41 seggi.
La Democrazia del Lavoro presentò occasionalmente anche sue liste locali, riuscendo ad eleggere in proprio Francesco Amatucci, che rinunciò a favore di Costantino Preziosi, nella circoscrizione Salerno-Avellino. Per quanto riguarda il Partito Liberale, quando organizzò il suo proprio gruppo parlamentare vi aderirono tre politici eletti sotto le insegne del Blocco Nazionale della Libertà, e cioè Carlo Colonna di Paliano, Orazio Condorelli e Roberto Lucifero d'Aprigliano.
Fu una delle poche formazioni politiche dell'arco costituzionale a sostenere apertamente la monarchia sabauda al referendum istituzionale del 1946.

## Eletti
Gli eletti nelle file dell'Unione Democratica Nazionale riflessero quella fluidità che era tipica dei comitati elettorali dell'età prefascista. Otto deputati si iscrissero al gruppo della Democrazia del Lavoro, ma non il fondatore Bonomi, che si stava riavvicinando alla socialdemocrazia, e il suo vice Ruini. Anche Orlando volle mantenere una sua propria autonomia, come pure il campano De Martino, anche se per quest'ultimo non fu che il primo passo verso l'approdo al lido democristiano. I politici rimanenti formarono un gruppo della coalizione, ma in molti costituirono poi uno specifico gruppo liberale sotto la guida di Einaudi e Croce che attrasse anche eletti in altre compagini del centrodestra.
Collegio Unico Nazionale:
- Luigi Einaudi, UDN;[1]
- Vittorio Emanuele Orlando, UDN;[2]
- Ivanoe Bonomi, indipendente;
- Benedetto Croce, UDN;[1]
- Francesco Saverio Nitti, UDN;
- Giovanni Porzio, UDN;
- Mario Cevolotto, DL;
- Luigi Gasparotto, DL;
- Giuseppe Paratore, UDN;
- Nicolò Carandini, UDN; [3]
- Meuccio Ruini, indipendente.

Circoscrizione di Torino:
- Bruno Villabruna, UDN.[1]

Circoscrizione di Cuneo:
- Vittorio Badini Confalonieri, UDN.[1]

Circoscrizione di Roma:
- Guglielmo Visocchi, UDN [4];
- Aldo Bozzi, UDN.

Circoscrizione dell'Aquila:
- Carlo Bassano, DL [5].

Circoscrizione di Benevento-Campobasso:
- Raffaele De Caro, UDN;[1]
- Antonio Cifaldi, UDN.[1]

Collegio di Napoli:
- Epicarmo Corbino, indipendente;[1]
- Arturo Labriola, UDN;
- Amerigo Crispo, UDN;[1]
- Giovanni Persico, DL;[6]
- Guido Cortese, UDN;[1]
- Giuseppe Fusco, UDN.[1]

Provincia di Salerno:
- Carmine De Martino, indipendente;[7]
- Alfonso Rubilli, UDN;[1]
- Giovanni Cuomo, UDN.[1]

Circoscrizione di Bari:
- Giuseppe Perrone Capano, UDN.[1]

Circoscrizione di Lecce:
- Giuseppe Grassi, UDN;
- Luigi Vallone, UDN.

Circoscrizione di Potenza:
- Vito Reale, UDN.

Circoscrizione di Catanzaro:
- Enrico Molè, DL;
- Domenico Tripepi, UDN;
- Quinto Quintieri, UDN.[1]

Circoscrizione di Catania:
- Gaetano Martino, UDN;[1]
- Guido Basile, DL;
- Giuseppe Candela, UDN;
- Uberto Bonino, UDN.[1]

Circoscrizione di Palermo:
- Virgilio Nasi, DL;
- Girolamo Bellavista, UDN;[1]
- Rosario Pasqualino Vassallo, DL [8].